# Puente del Rey Fahd
El Puente del Rey Fahd (en francés: Pont du roi Fahd) es una estructura en Bamako la capital del país africano de Malí, conecta las secciones más antiguas de la capital maliense a sus grandes suburbios en la orilla sur del río Níger.
Se trata de uno de los dos puentes de carretera a través del Níger en Bamako, que también es conocido como el "Puente Nuevo". Inaugurado en 1992 con la financiación del Fondo Saudita para el Desarrollo, fue nombrado en honor del rey Fahd de Arabia Saudita. 500 metros aguas abajo (hacia el este) se encuentra el primer puente de Bamako, construido en 1957 bajo el dominio colonial francés, que fue renombrado como el puente de los Mártires.